# Fujinami (tàu khu trục Nhật)
Fujinami (tiếng Nhật: 藤波) là một tàu khu trục thuộc lớp Yūgumo của Hải quân Đế quốc Nhật Bản, từng hoạt động trong Chiến tranh Thế giới thứ hai.
Fujinami được đặt lườn tại Xưởng đóng tàu Fujinagata vào ngày 25 tháng 8 năm 1942, được hạ thủy vào ngày 20 tháng 4 năm 1943 và được đưa ra hoạt động vào ngày 31 tháng 7 năm 1943.
Trong Trận chiến vịnh Leyte, đã hộ tống cho lực lượng tấn công dưới quyền chỉ huy của Đô đốc Kurita Takeo. Fujinami đã phải hứng chịu những hư hại nhẹ do các cuộc không kích vào các ngày 24–25 tháng 10 do những quả bom ném suýt trúng và hỏa lực càn quét. Trong trận chiến ngoài khơi Samar vào ngày 25 tháng 10, Fujinami được cho tách ra để trợ giúp cho tàu tuần dương Chokai sau khi bị nổ kho ngư lôi và chết đứng giữa biển, những người còn sống sót rời tàu rồi đánh đắm tàu bằng ngư lôi. Các thủy thủ còn sống của USS Gambier Bay (CVE-73) kể lại rằng Thuyền trưởng Matsuzaki của Fujinami không chỉ ngăn các thủy thủ của mình bắn vào họ mà còn ra lệnh cho thủy thủ của mình cúi chào những người Mĩ.
Vào ngày 27 tháng 10, trong khi đang trên đường đến trợ giúp tàu khu trục Hayashimo, Fujinami bị máy bay xuất phát từ tàu sân bay Essex đánh chìm cách 150 km (80 hải lý) về phía Bắc Iloilo, ở tọa độ . Tàu bị chìm và mang theo toàn bộ thủy thủ đoàn, bao gồm cả thủy thủ đoàn của Chokai.
Fujinami được rút khỏi danh sách Đăng bạ Hải quân vào ngày 10 tháng 1 năm 1945.